# ويليام جاي إليسون
ويليام جاي إليسون (بالإنجليزية: William John Ellison)‏ هو رياضياتي بريطاني، ولد في 1943 في وارينغتون في المملكة المتحدة.